# Бардисбанян, Мергир
Мергир Бардисбанян (фр. Merguir Bardisbanian, 3 ноября 1897, Смирна, Османская империя — 16 июня 1969, Рюэй-Мальмезон, Франция) — один из первых французских звукорежиссёров, начавший работать в 1930 году в Exploitation cinématographique. 

## Биография
Родился  3 ноября 1897 года в Смирне. В 1930 году он был менеджером Exploitations cinématographiques в Рюэйле, Франция.
Фильмография: 
- Direct to the heart (1932)[2];
- Angele (1934);
- Toni (1935)[3].